# Zerstörer 1936B
Zerstörer 1936B byla třída torpédoborců německé Kriegsmarine účastnících se druhé světové války. Byly to poslední německé torpédoborce, které se před koncem války podařilo zařadit do služby. Jejich služba tří hotových kusů byla krátká, v letech 1944–1945 byly potopeny. Dvě rozestavěné lodě byly po válce sešrotovány.

## Stavba
Všech pět torpédoborců této třídy stavěla loděnice Deschimag AG Weser v Brémách. Tři do služby vstoupily do konce války a dva zůstaly nedokončeny.
Jednotky třídy Zerstörer 1936B:
| Jméno | Založení kýlu | Spuštěna | Vstup do služby | Status                 |
| ----- | ------------- | -------- | --------------- | ---------------------- |
| Z35   | 1941          | 1942     | 1943            | 1944 – potopen         |
| Z36   | 1941          | 1943     | 1944            | 1944 – potopen         |
| Z43   | 1942          | 1943     | 1944            | 1945 – potopen         |
| Z44   | 1942          | 1944     | –               | nedokončen, sešrotován |
| Z45   | 1942          | 1944     | –               | nedokončen, sešrotován |

## Konstrukce
Výzbroj plavidel po jejich dokončení tvořilo pět 127mm kanónů v jednodělových věžích, osm 37mm a šestnáct 20mm protiletadlových kanónů a dva čtyřhlavňové 533mm torpédomety. Pohonný systém tvořily dvě turbíny a šest kotlů. Lodní šrouby byly dva. Nejvyšší rychlost dosahovala 38,2 uzlu.